# Thomas Reinesius

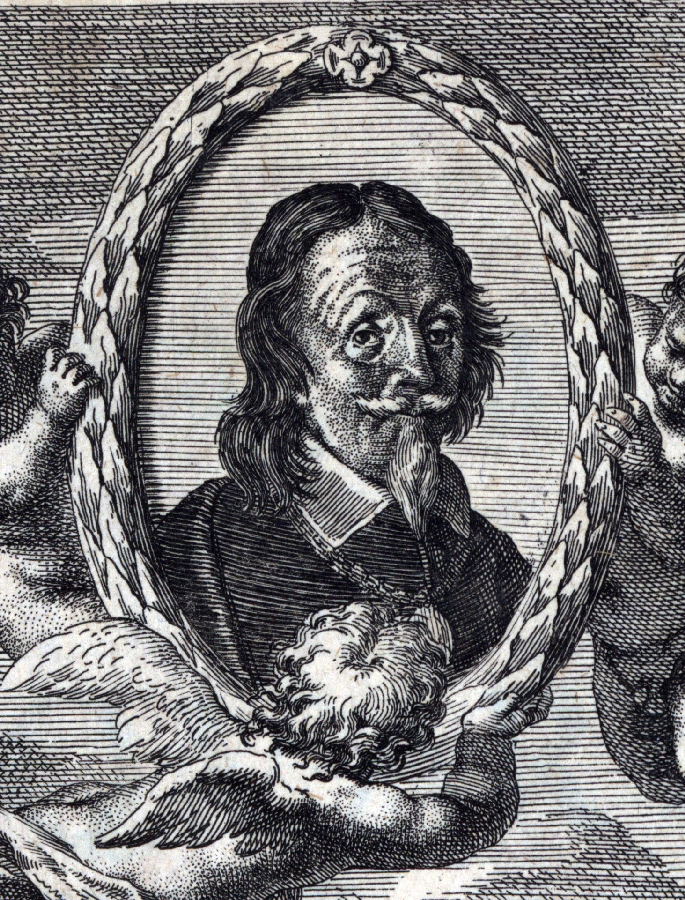
Thomas Reinesius

Thomas Reinesius (13 december 1587, Gotha - 16 februari 1667, Leipzig; né Thomas Reines) was een Duits arts, filoloog en politicus.

## Leven
Reinesius werd reeds op jonge leeftijd als hoogbegaafd bestempeld. In 1603 ging hij naar de Universiteit Wittenberg, aan dewelke hij op aanbeveling van Friedrich Taubmann en Friedrich Balduin begon te studeren. Hij studeerde vervolgens vier jaar geneeskunde en stapte dan over naar de Universiteit van Jena, aan dewelke hij in 1608 de titel van magister behaalde. Noch voor het afsluiten van zijn studies begon hij in Jena hoorcolleges te houden. In 1610 nam hij een positie als huisleraar in Praag op, die hij echter omwille van verdere studies na korte tijd weer opgaf. Hij volgde verdere aan de universiteiten van Frankfurt/Oder, Padua en Basel. In Basel werd hij tot dr. med. gepromoveerd.
In 1615 ging Reinesius naar Altdorf bei Nürnberg ter voorbereiding op een professoraat aan de universiteit daar, aan dewelke ook zijn oom Caspar Hofmann doceerde. In Altdorf werkte hij kort als arts. In 1616 kwam hij reeds naar Hof (Beieren) en werd daar "Stadtphysikus". Ongeveer twee jaar later, in 1618, nam hij een beroeping als grafelijk-Rutheense lijfarts en inspecteur alsook leraar aan het gymnasium in Gera aan.
In 1627 wisselde Reinesius deze positie in voor die van hertogelijk-Saksisch lijfarts en "Stadtphysikus" van Altenburg. Op grond van zijn verdiensten tijdens de pestperiode verkozen de Altenburgerq hem tegelijkertijd ook tot burgemeester. Dit ambt zou hij blijven uitoefenen tot 1657. Vervolgens ging hij als Keur-Saksische raadsheer naar Leipzig. Daar wijdde hij zich vooral aan de wetenschap.
Diverse beroepingen om medische leerstoelen te bekleden wees hij af, om zich meer aan zijn filologische studies te kunnen wijden.

## Werken (selectie)
- Ιστοϱούμενα linguae punicae, 1630
- Variarum lectionum libri III priores, 1640
- Defensio variarum lectionum, 1653
- ... Epistolae: in quibus multae inscriptiones veteres hactenus ineditae vulgantur, emendantur, explicantur, 1660
- Aenigmati Patavino Oedipus e Germania. Hoc est marmoris Patavini inscripti … interpretatio, 1661
- Syntagma antiquarum inscriptionum, 1682